# ديوان العطاء
ديوان العطاء، هو المؤسسة المالية المختصة بشؤون الموارد المالية والرواتب والأعطيات للدولة في العهد الراشدي والأموي والعباسي.
وقد تأسس ديوان العطاء عام 15ه لما كثرت مصادر الأموال والموارد المالية للدولة إبان حكم الخليفة عمر بن الخطاب.

## ومن اختصاصاته
1-   جمع الموارد الواردة في أنحاء الدولة، وتتنوع تلك الموارد بين ما تخرجه الأراضي المفتوحة، وأموال الغنائم والفيء والزكاة وغيرها.
2-   تسجيل أسماء من يستحقون العطاء.
3-   تصنيف من تكون لهم الأولوية أو الأحقية في زيادة العطاء ممن تكون لهم السابقة أو الفضل في الإسلام أو القرابة من الرسول محمد صلى الله عليه وسلم.، عصر الخلافة الراشدة محاولة لنقد الرواية التاريخية وفق مناهج المحدثين،
وقد ازدادت أهمية الديوان في العهد الأموي، وتوسعت وظيفته ليشمل العطاء: زعماء القبائل والأشراف وقواد الجيوش، كما شمل من لا يعرف له أصل؛ فأصبح ديوان العطاء يعمل بشكل أوسع مما كان عليه في عهد الخلفاء الراشدين.
وفي العهد العباسي اكتسب الديوان أهمية أكثر من العصرين السابقين، إذ كان يتولى الديوان ذوو الخبرة الإدارية والعسكرية، كما أن صاحب الديوان كان يتولى قيادة الجيش في بعض الأوقات، وأصبح ديوانا العطاء والجند ديواناً واحداً تحت مسمى:
«ديوان الجند والعطاء».

## تعريف ديوان العطاء
هو المؤسسة المالية المختصة بشؤون الموارد المالية والرواتب والأعطيات للدولة في العهد الراشدي والأموي والعباسي.

## تاريخ التأسيس
لما كثرت مصادر الأموال والموارد المالية للدولة الإسلامية إبان حكم الخليفة عمر بن الخطاب، استشار الصحابة في تنظيم تلك الموارد؛ حسابا وحفظا وصرفا، فأشاروا عليه بتدوين الدواوين، ومنها ديوان العطاء؛ فتم ذلك في عام 15ه.

## سبب التأسيس
يهدف الديوان إلى تنظيم الواردات المالية، وصرف الأموال لمستحقيها من المسلمين، خصوصاً بعد أن كثر المال نتيجة لكثرة الخراج والجزية والفيء والزكاة، وقد ذكر الجاحظ سبب تأسيس الديوان برواية عن أبي سفيان وحكيم بن حزام أنهما قالا: «يا أمير المؤمنين، أديوان كديوان بني الأصفر، إنك إن فعلت ذلك اتكل الناس على الديوان، وتركوا التجارات، والمعاش، فقال عمر: قد كثر الفيء والمسلمون».
وكان عمر بن الخطاب هو أول من أسس ديوان العطاء، وهو يشبه إلى حد كبير ما يسمى بوزارة المالية في وقتنا الحالي.

## الاختصاصات
ديوان العطاء يشبه إلى حد كبير وزارة المالية في وقتنا الحالي؛ فهو يعنى بتصريف الموارد المالية للدولة وتنظيمها، ومن اختصاصاته:
1-   جمع الموارد الواردة في أنحاء الدولة، وتتنوع تلك الموارد بين ما تخرجه الأراضي المفتوحة، وأموال الغنائم والفيء والزكاة وغيرها.
2-   تسجيل أسماء من يستحقون العطاء.
1-   تصنيف من تكون لهم الأولوية أو الأحقية في زيادة العطاء ممن تكون لهم السابقة أو الفضل في الإسلام أو القرابة من رسول الله صلى الله عليه وسلم.، عصر الخلافة الراشدة محاولة لنقد الرواية التاريخية وفق مناهج المحدثين،

## من يصرف لهم من ديوان العطاء
فرض عمر ابن الخطاب العطاء للمهاجرين ومواليهم، وللأنصار ومواليهم ممن شهدا بدرا، ثم فرض على قدر الفضل والغناء والسابقة، وعلى قدر بعد الدار وقربها من المهاجر، وفرض لأشراف الأعاجم: لدهقان نهر الملك، وهو فيروز بن يزدجرد، ولابن النخيرخان، ولخالد وجميل ابني بصبهرى دهقان الفلوجة، ولبسطام بن نرسي دهقان بابل، وجفينة العبادي، ورفيل، وفرض للبوسحتان والهرمزان ولسياه وخش وأمقلاس، وفرض لسوى هؤلاء النفر من العجم من الحاشية والعوام ممن سُبي وأسر وخرج في الصلح مع رئيسه وقائده في أقل مما فرض للأعراب وحاشية العرب وعوامهم، وفي العهد الأموي توسعت وظيفته ليشمل العطاء زعماء القبائل والأشراف وقواد الجيوش، كما شمل من لا يعرف له أصل.

## التطورات
في العهد الأموي زادت أهمية ديوان العطاء، وتوسعت وظيفته ليشمل العطاء زعماء القبائل والأشراف وقواد الجيوش، كما شمل من لا يعرف له أصل؛ فأصبح ديوان العطاء يعمل بشكل أوسع مما كان عليه في العهد الراشدي.
وفي العهد العباسي اكتسب الديوان أهمية أكثر من العصرين السابقين، إذ كان يتولى الديوان ذوو الخبرة الإدارية والعسكرية، كما أن صاحب الديوان كان يتولى قيادة الجيش في بعض الأوقات، وأصبح ديوانا العطاء والجند ديواناً واحداً تحت مسمى:
«ديوان الجند والعطاء».